# Bãi Cái Mép
Bãi Cái Mép là một rạn san hô vòng thuộc cụm Bình Nguyên của quần đảo Trường Sa.
Bãi Cái Mép là đối tượng tranh chấp giữa Việt Nam, Đài Loan, Philippines và Trung Quốc. Hiện chưa rõ nước nào thực sự kiểm soát rạn vòng này.
- Tên gọi: bãi Cái Mép; tiếng Anh: Bombay Shoal; tiếng Filipino: Abad Santos; tiếng Trung: 蓬勃暗沙; bính âm: Péngbó ànshā; Hán-Việt: Bồng Bột ám sa.
- Đặc điểm: vụng biển sâu từ 29 đến 33 m. Trên vành san hô có một vài hòn đá nổi lên với độ cao 0,6 m so với mặt biển.[2] Tổng diện tích của rạn vòng là 2,5 km².[3]